# James & Bobby Purify
James & Bobby Purify fueron un dúo de soul y R&B, cuyo mayor éxito fue I'm Your Puppet.
James Purify Nació el 12 de mayo de 1944 en Pensacola, Florida. Bobby Purify fueron 2 cantantes, el primo de James, Robert Lee Dickey (Nació el 2 de septiembre de 1939 en Tallahassee, Florida).
El segundo Bobby fue el vocalista Ben Moore, el cual reemplazó a Dickey por problemas de salud. (I'm your puppet fue escrita y producida por Dan Penn, que fue introducida por Purify y Moore.)
El dúo continuó en los años 1980, sin ningún otro gran éxito, pero siguieron siendo famosas en una gira. Cuando Purify tuvo problemas legales, Moore continuó solo, usando el nombre de Bobby Purify. Ocasionalmente. En 1983, él fue nominado a un Premio Grammy. Por una grabación de música góspel.